# Last Stop Suburbia
Last Stop Suburbia è il secondo album in studio del gruppo punk rock statunitense Allister, pubblicato nel 2002.

## Tracce
1. Scratch – 3:11
2. Radio Player – 3:25
3. Flypaper – 2:12
4. Overrated – 2:25
5. Better Late Than Forever – 2:40
6. The One That Got Away – 1:41
7. Racecars – 2:39
8. Matchsticks – 2:04
9. Camouflage – 2:14
10. Don't Think Twice – 2:52
11. Somewhere on Fullerton – 2:39
12. Westbound – 2:14
13. Know It All – 1:45
14. Stuck – 1:55
15. Waiting for You – 2:29
16. None of My Friends Are Punks – 2:34